# Dasi Xiang
Dasi Xiang (kinesiska: 大寺, 大寺乡) är en socken i Kina. Den ligger i provinsen Yunnan, i den sydvästra delen av landet, omkring 290 kilometer väster om provinshuvudstaden Kunming. Antalet invånare är 38 098. Befolkningen består av 17 876 kvinnor och 20 222 män. Barn under 15 år utgör 16,0 %, vuxna 15-64 år 75 %, och äldre över 65 år 7,0 %.
Genomsnittlig årsnederbörd är 1 055 millimeter. Den regnigaste månaden är juli, med i genomsnitt 277 mm nederbörd, och den torraste är januari, med 7 mm nederbörd.